# یوهان بوزین
یوهان بوزین (انگلیسی: Yohan Bouzin؛ زادهٔ ۲۰ اوت ۱۹۷۴) بازیکن فوتبال اهل فرانسه است.
از باشگاه‌هایی که در آن بازی کرده‌است می‌توان به باشگاه ورزشی آمیان، باشگاه فوتبال لوریان، و باشگاه فوتبال کلرمون فوت اشاره کرد.